# إيدا ماي مارتينيز
إيدا ماي مارتينيز (بالإنجليزية: Ida Mae Martinez)‏ هي ممرضة أمريكية، ولدت في 9 سبتمبر 1931 في نيو لندن في الولايات المتحدة، وتوفيت في 19 يناير 2010 في ماريلند في الولايات المتحدة.

## روابط خارجية
- إيدا ماي مارتينيز على موقع CageMatch worker (الإنجليزية)
- إيدا ماي مارتينيز على موقع قاعدة بيانات المصارعة على الإنترنت (الإنجليزية)
- إيدا ماي مارتينيز على موقع عالم المصارعة على الإنترنت (الإنجليزية)
- إيدا ماي مارتينيز على موقع عالم المصارعة على الإنترنت (الإنجليزية)